# Agnieszka Cyl
Agnieszka Cyl, née Grzybek le 28 février 1984 à Jelenia Góra, est une biathlète polonaise.

## Biographie
En équipe nationale depuis 2002 et participante à la Coupe du monde depuis 2006, elle a notamment terminé septième de l'individuel 15 km lors des Jeux olympiques d'hiver de 2010 organisés à Vancouver.
En 2008, elle obtient son unique podium en Coupe du monde en faisant partie du relais troisième à Hochfilzen.
En 2011, elle améliore son meilleur résultat individuel en se classant sixième du sprint de Presque Isle. Avec son 22e rang mondial cet hiver, elle est la meilleure polonaise.
Elle prend sa retraite sportive en 2013.

## Palmarès

### Jeux olympiques
| Épreuve / Édition              | Individuel | Sprint | Poursuite | Départ en masse | Relais |
| Jeux olympiques 2010 Vancouver | 7e         | 42e    | 25e       | 23e             | 12e    |

### Championnats du monde
| Mondiaux \ Épreuve   | Individuel   | Sprint       | Poursuite    | Départ en masse | Relais       | Relais mixte |
| 2008 Östersund       | 79e          | 66e          | -            | -               | 7e           | -            |
| 2009 Pyeongchang     | 20e          | 40e          | 33e          | -               | 6e           | 8e           |
| 2010 Khanty-Mansiïsk | JO Vancouver | JO Vancouver | JO Vancouver | JO Vancouver    | JO Vancouver | 14e          |
| 2011 Khanty-Mansiïsk | 22e          | 13e          | 26e          | 18e             | 9e           | 16e          |
| 2012 Ruhpolding      | -            | 30e          | 38e          | -               | 9e           | -            |
| 2013 Nové Město      | 49e          | -            | -            | -               | -            | -            |

Légende :

 :épreuve inexistante

- : n'a pas participé à l'épreuve

### Coupe du monde
- Meilleur classement général : 22e en 2011.
- Meilleur résultat individuel : 6e place.
- 1 podium en relais : 1 troisième place.

#### Classements en Coupe du monde
| Saison    | Classement général final | Individuel | Sprint | Poursuite | Mass start |
| 2006-2007 | nc                       |            | nc     | nc        |            |
| 2007-2008 | 64e                      | nc         | 58e    | 53e       |            |
| 2008-2009 | 53e                      | 31e        | 53e    | 67e       |            |
| 2009-2010 | 32e                      | 18e        | 37e    | 26e       | 33e        |
| 2010-2011 | 21e                      | 15e        | 21e    | 24e       | 21e        |
| 2011-2012 | 44e                      | 41e        | 45e    | 38e       |            |
| 2012-2013 | 65e                      | nc         | 65e    | 66e       | 45e        |

### Championnats d'Europe junior
- Médaille d'argent du relais en 2005.

### Championnats du monde de biathlon d'été
- Médaille d'or de la poursuite en 2010.
- Médaille d'argent du sprint en 2010.

### IBU Cup
- 1 podium.